# Neath FC
Neath FC was een voetbalclub uit Neath in Wales.
In 2005 werd de club als Neath Athletic opgericht na de fusie tussen Neath FC en Skewen Athletic. In 2007 promoveerde de club naar de League of Wales en in 2008 werd de naam in Neath FC veranderd. De club plaatste zich voor de UEFA Europa League 2011/12. In 2012 kwam de club in financiële problemen en nadat de bond eerst al de licentie ingetrokken had, werd Neath FC op 28 mei 2012 failliet verklaard.

## In Europa
#Q = #kwalificatieronde, T/U = Thuis/Uit, W = Wedstrijd, PUC = punten UEFA coëfficiënten .
Uitslagen vanuit gezichtspunt Neath FC
| Seizoen | Competitie    | Ronde | Land               | Club         | Totaalscore | 1e W    | 2e W    | PUC |
| ------- | ------------- | ----- | ------------------ | ------------ | ----------- | ------- | ------- | --- |
| 2011/12 | Europa League | 1Q    | Vlag van Noorwegen | Aalesunds FK | 1-6         | 1-4 (U) | 0-2 (T) | 0.0 |

Totaal aantal punten voor UEFA coëfficiënten: 0.0
Zie ook
- Deelnemers UEFA-toernooien Wales
- Ranglijst van alle clubs die in de diverse Europa Cups zijn uitgekomen